# Wlastimil Hofman

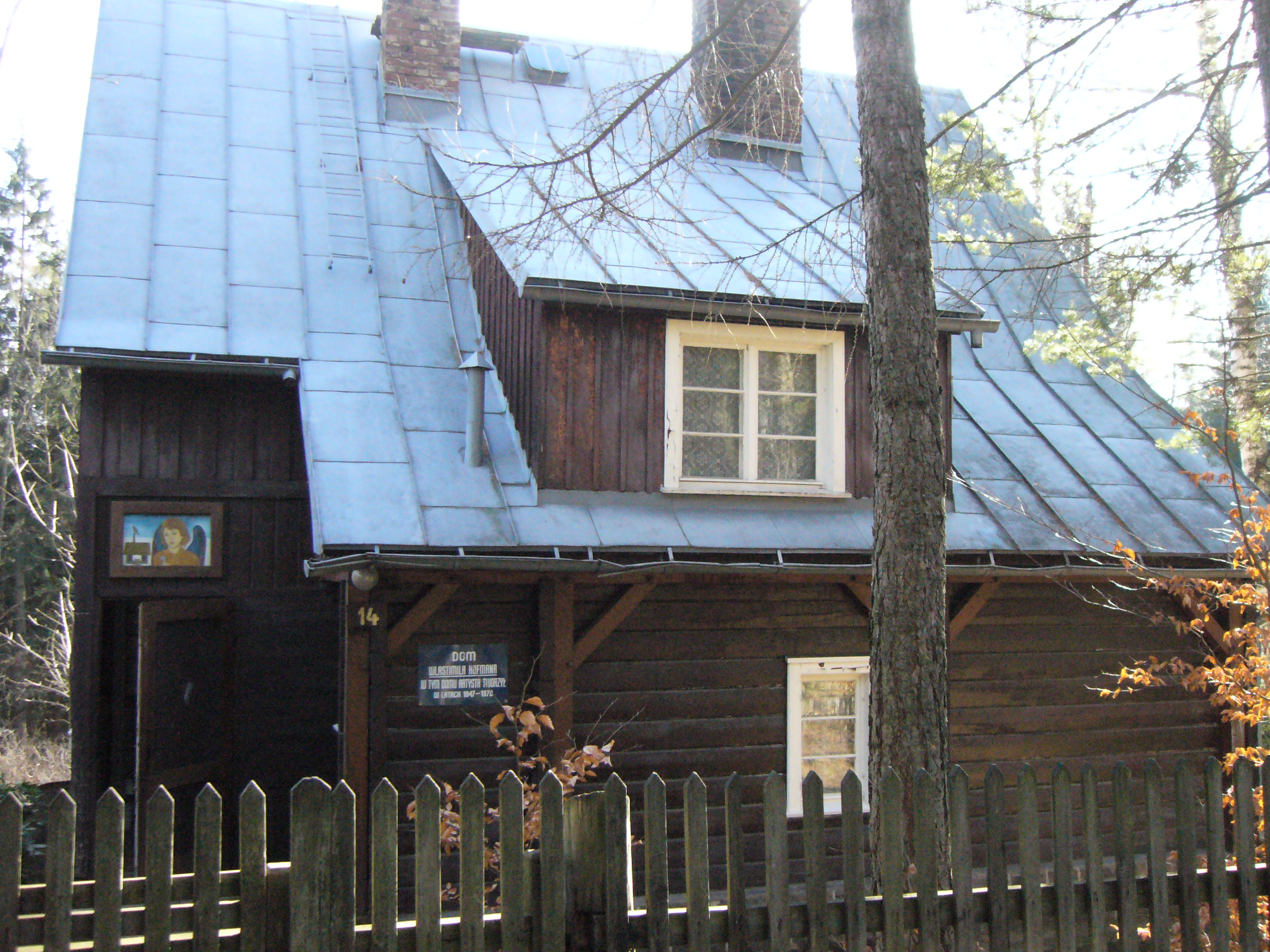
Dům a muzeum malíře Wlastimila Hofmana ve Sklářské Porubě

Wlastimil Hofman, křtěný Patricus Dominicus (27. dubna 1881 Karlín – 6. března 1970 Szklarska Poręba) byl polský akademický malíř, představitel symbolismu.

## Život
Byl nejmladší ze šesti dětí Ferdinanda Hofmanna a jeho polské manželky Teofily Muzikové.
V roce 1889 se rodina přestěhovala do Krakova, kde Wlastimil navštěvoval školu sv. Barbory a gymnázium Jana III. Sobieského. V roce 1896 začal studovat na Vysoké škole výtvarných umění v Krakově pod vedením Jacka Malczewského, Leona Wyczółkowského a Jana Stanisławského.
V letech 1899-1901 studoval na École nationale supérieure des beaux-arts v Paříži pod vedením Jean-Léon Gérôma. Od roku 1902 začal vystavovat. Roku 1904 vstoupil do Spolku výtvarných umělců Mánes a Společnosti polských umělců „Sztuka“. V roce 1905 namaloval obraz „Vyznání“, který byl představen v roce 1906 v galerii „Zachęta“ ve Varšavě a přinesl mu slávu. V roce 1907 byl jmenován členem Sdružení výtvarných umělců „Wiener Secession“. V letech 1914-1917 žil v Praze, 1919-1920 v Paříži. Nakonec se usadil natrvalo v Krakově, odkud pravidelně cestovával do Vídně, Prahy a Paříže a také na studijní cesty do Itálie.
Po vypuknutí druhé světové války unikl s židovskou manželkou před německou armádou směrem na východ, do paláce v Pomorzanech nedaleko Lvova, který po 17. září 1939 spadal pod sovětskou okupační moc. S Legií Čechů a Slováků, do níž vstoupil, pak přes Istanbul, Haifu a Tel Aviv došel až do Jeruzaléma. V roce 1942 zde vydal sbírku básní „Przez ciernie do Wolności“ (Přes trny ke svobodě).
Do Krakova se vrátil v červnu 1946, ale v roce 1947 odešel do Sklářské Poruby, kde dožil ve skromném domku („Wlastimilówka“). Maloval nábořenské, antické i folklórní motivy a krajiny.